# 소파 옮기기 문제
소파 옮기기 문제(영어: Moving sofa problem) 또는 소파 문제(영어: Sofa problem)는 폭이 1인 복도에서 직각의 모서리를 끼고 있는 복도가 있을 때, 이 공간을 통과할 수 있는 단면적 A가 최대인 소파를 찾는 문제이다. 1966년에 제기된 이후 미해결 문제로 남아 있다. A는 소파 상수라고 불린다. 소파 상수의 상한은 미증명되었다.

## 조건
소파 옮기기 문제에서는 조건이 있다.
1. 복도의 높이는 고려하지 않는다.
2. 복도의 길이는 결과와 무관하다.

## 역사
이 문제는 최초로 공식적으로 오스트리아-캐나다인 수학자 레오 모서(Leo Moser)에 의해 1966년에 제시되었지만 그 전에도 비공식적인 언급은 많이 있었다.
'폭이 1m이고 직각 커브가 있는 복도를 지나 갈 수 있는 소파의 크기는 최대 몇 m²인가'라는 질문을 한 것이 이 문제의 시작이다. 여기서 소파는 도형이기만 하면 어떤 형태든 상관이 없으며, 3D가 아닌 2D로만 따지기에 높이나 기울이는 방법 등은 고려하지 않는다.
1968년 영국 수학자 존 헤머슬리(John Hammersley)는 넓이 2.2074의 전화기 모양 소파를 고안해 제시했다.
1992년 미국 수학자 조셉 거버(Joseph Leonide Gerver)는 헤머슬리의 소파를 발전시켜 2.2195라는 더 큰 면적 값을 구했다.
2024년 한국 수학자 백진언은 조셉 거버의 소파가 정답이라는 사실을 사실상 증명했다.

## 옮기기 가능한 도형
다음은 옮기기 가능하다고 증명된 도형 중 일부이다.
| 종류            | 설명                                           | 넓이                                                              |
| --------------- | ---------------------------------------------- | ----------------------------------------------------------------- |
| 선분            | 길이 {\displaystyle 2{\sqrt {2}}}              | 0                                                                 |
| 정사각형        | 한 변의 길이 {\displaystyle 1}                 | {\displaystyle 1}                                                 |
| 직사각형        |                                                | {\displaystyle 1}                                                 |
| 삼각형          | 밑변 {\displaystyle 2}, 높이 {\displaystyle 1} | {\displaystyle 1}                                                 |
| 반원            | 반지름의 길이 {\displaystyle 1}                | {\displaystyle {\frac {\pi }{2}}\approx 1.57}                     |
| 좌우이심의 소파 |                                                | {\displaystyle \approx 1.645}                                     |
| 해머즐리 소파   |                                                | {\displaystyle {\frac {\pi }{2}}+{\frac {2}{\pi }}\approx 2.2074} |
| 게르버 소파     |                                                | {\displaystyle \approx 2.2195}                                    |

## 면적의 상한과 하한

헤머슬리 소파(Hammersley sofa)의 면적은 약 2.2074이지만 게르버 소파의 면적보다 더 작다.

게르버(Gerver's sofa)의 면적은 약 2.2195이며 현재까지 알려진 가장 큰 하한이다.

로믹(Romik)의 좌우이심 소파(Ambidextrous sofa)

소파의 단면적 A의 상한과 하한에 대한 연구가 많이 이루어졌다.

### 하한
반지름의 길이가 1인 반원은 회전 이동을 통해 모서리를 통과할 수 있으니, 하한은 반원의 넓이 {\displaystyle {\frac {\pi }{2}}\approx 1.57} 보다 크다.
존 해머슬리(John Hammersley)가 고안한 해머슬리 소파(Hammersley's sofa)는 가로 {\displaystyle 4/\pi } 세로 1인 직사각형에서 반지름이 {\displaystyle 2/\pi }인 반원을 잘라내어서 넓이가 {\displaystyle 2/\pi } 인 도형 1개와, 반지름이 1이고 넓이가 각각 {\displaystyle \pi /4} 인 사분면 2개로 이루어져 있다. 따라서 총 넓이가 가운데 부분 {\displaystyle 2/\pi } 와 양 끝 부채꼴 {\displaystyle \pi /2}를 더한 값인 {\displaystyle {\frac {\pi }{2}}+{\frac {2}{\pi }}\approx 2.2074}이다.
1992년 조제프 게르버(Joseph Gerver)가 고안한 게르버 소파(Gerver's sofa)는 해머슬리 소파와 비슷하지만, 18개의 곡선으로 이루어져 있다. 넓이는 약 {\displaystyle 2.2195}이다. 해머슬리 소파보다 약 0.01 더 넓다.

### 상한
해머슬리는 소파 상수의 상계도 찾았다. {\displaystyle 2{\sqrt {2}}\approx 2.8284}이다.
요아브 캘러스(Yoav Kallus)와 단 로믹(Dan Romik)은 새로운 상계를 2017년 9월에 증명했다. 값이 더 낮아진 {\displaystyle 2.37}이다.

## 좌우이심의 소파
단 로믹(Dan Romik)이 고안한 좌우이심(左右二心)의 소파는 게르버 소파보다 더 아름다운 모양이다. 면적 공식은 다음과 같다.
{\displaystyle {\sqrt[{3}]{3+2{\sqrt {2}}}}+{\sqrt[{3}]{3-2{\sqrt {2}}}}-1+\tan ^{-1}\left\{{1 \over 2}\left({\sqrt[{3}]{{\sqrt {2}}+1}}-{\sqrt[{3}]{{\sqrt {2}}-1}}\right)\right\}\approx 1.645}

## 같이 보기
- 수학의 미해결 문제 목록